# Sauschwanz

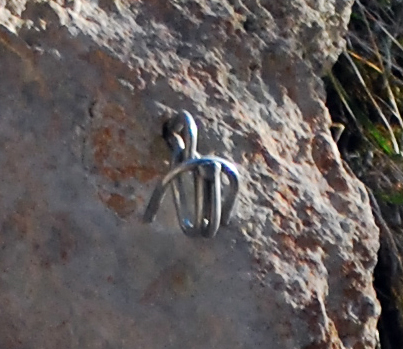
Moderner Sauschwanz

Ein Sauschwanz – andere regionale Bezeichnungen sind Schweineohr, Schnecke, Widderhörner, Geweih – ist im Bergsteigen ein Felshaken, der als Umlenkpunkt für das Sichern und Ablassen von Kletterern im Toprope dient.
Die klassische Form ist ein gewundener Metallstift, der einem Schaukelhaken nachempfunden ist und an einen Schweineschwanz erinnert. Dieser wurde direkt in den Fels geschlagen. Moderne Sauschwänze bestehen aus einem Metallstück, das an einem Felshaken hängt.
Sauschwänze ermöglichen das Seileinlegen ohne Ausbinden aus dem Klettergurt. Die Anwendung von Sauschwänzen beim Ablassen und Toprope-Klettern gilt nur als sicher, wenn durch eine Zweitsicherung Redundanz besteht. Vom Abseilen an Sauschwänzen wird nach Unfällen durch Seilaushängen abgeraten. Sauschwänze eignen sich nicht als Zwischensicherung.